# USS Cero (SS-225)
USS Cero (SS-225) là một tàu ngầm lớp Gato từng phục vụ cùng Hải quân Hoa Kỳ trong Chiến tranh Thế giới thứ hai. Nó là chiếc tàu chiến thứ hai của Hải quân Hoa Kỳ được đặt cái tên này, theo tên cá thu Cero (Scomberomorus regalis), một loài thuộc bộ Cá thu ngừ. Nó đã phục vụ trong suốt Thế chiến II, thực hiện tổng cộng tám chuyến tuần tra, đánh chìm năm tàu Nhật Bản với tổng tải trọng 18.159 tấn. Được cho ngừng hoạt động sau khi xung đột chấm dứt vào năm 1946, rồi được huy động trở lại để tiếp tục phục vụ trong giai đoạn Chiến tranh Lạnh từ năm 1952 đến năm 1953. Con tàu cuối cùng bị bán để tháo dỡ vào năm 1970. Cero được tặng thưởng bảy Ngôi sao Chiến trận do thành tích phục vụ trong Thế Chiến II.

## Thiết kế và chế tạo
Lớp tàu ngầm Gato được thiết kế cho mục đích một tàu ngầm hạm đội nhằm có tốc độ trên mặt nước cao, tầm hoạt động xa và vũ khí mạnh để tháp tùng hạm đội chiến trận. Con tàu dài 311 ft 9 in (95,02 m) và có trọng lượng choán nước 1.525 tấn Anh (1.549 t) khi nổi và 2.424 tấn Anh (2.463 t) khi lặn. Chúng trang bị động cơ diesel dẫn động máy phát điện để cung cấp điện năng cho bốn động cơ điện, đạt được công suất 5.400 shp (4.000 kW) khi nổi và 2.740 shp (2.040 kW) khi lặn, cho phép đạt tốc độ tối đa 21 hải lý trên giờ (39 km/h) và 9 hải lý trên giờ (17 km/h) tương ứng. Tầm xa hoạt động là 11.000 hải lý (20.000 km) khi đi trên mặt nước ở tốc độ 10 hải lý trên giờ (19 km/h) và có thể hoạt động kéo dài đến 75 ngày và lặn được sâu tối đa 300 ft (90 m).
Lớp tàu ngầm Gato được trang bị mười ống phóng ngư lôi 21 in (530 mm), gồm sáu ống trước mũi và bốn ống phía phía đuôi tàu, chúng mang theo tối đa 24 quả ngư lôi. Vũ khí trên boong tàu gồm một hải pháo 3 inch/50 caliber, và thường được tăng cường một khẩu pháo phòng không Bofors 40 mm nòng đơn và một khẩu đội Oerlikon 20 mm nòng đôi, kèm theo súng máy .50 caliber và .30 caliber. Tiện nghi cho thủy thủ đoàn bao gồm điều hòa không khí, thực phẩm trữ lạnh, máy lọc nước, máy giặt và giường ngủ cho hầu hết mọi người, giúp họ chịu đựng cái nóng nhiệt đới tại Thái Bình Dương cùng những chuyến tuần tra kéo dài đến hai tháng rưỡi.
Cero được đặt lườn tại xưởng tàu của hãng Electric Boat Company ở Groton, Connecticut vào ngày 24 tháng 8, 1942. Nó được hạ thủy vào ngày 4 tháng 4, 1943, được đỡ đầu bởi bà Katherine J. Barbey, phu nhân Chuẩn đô đốc Daniel E. Barbey, và được cho nhập biên chế cùng Hải quân Hoa Kỳ vào ngày 4 tháng 7, 1943 dưới quyền chỉ huy của Hạm trưởng, Trung tá Hải quân D. C. White.

## Lịch sử hoạt động

### 1943

#### Chuyến tuần tra thứ nhất
Sau khi hoàn tất việc chạy thử máy huấn luyện ngoài khơi New London, Connecticut và sửa chữa sau chạy thử máy, Cero chuẩn bị để được điều động sang khu vực Mặt trận Thái Bình Dương. Nó rời Căn cứ Tàu ngầm Hải quân New London vào ngày 17 tháng 8, 1943, rồi khởi hành từ Trân Châu Cảng vào ngày 26 tháng 9 cho chuyến tuần tra đầu tiên tại khu vực biển Hoa Đông và Hoàng Hải. Đây cũng là lần đầu tiên Hải quân Hoa Kỳ áp dụng chiến thuật tấn công phối hợp "Bầy sói", bao gồm Cero và các tàu ngầm Shad (SS-235) và Grayback (SS-208), dưới sự chỉ huy của Đại tá Hải quân Charles Momsen trên chiếc Cero. Lúc bình minh ngày 12 tháng 10, nó tấn công một đoàn ba tàu buôn được hai tàu khu trục hộ tống, gây hư hại nặng cho một tàu buôn. Sau đó nó còn gây hư hại cho thêm hai tàu buôn, và một tàu tuần tra nhỏ mà nó đối đầu bằng hải pháo trên mặt nước.

### 1944

#### Chuyến tuần tra thứ hai, thứ ba và thứ tư
Sau khi được tái trang bị tại Midway từ ngày 16 tháng 11 đến ngày 13 tháng 12, 1943, Cero thực hiện chuyến tuần tra thứ hai dọc theo tuyến đường hàng hải giữa Truk và đảo New Ireland, nhưng không có kết quả. Nó ghé đến vịnh Milne, New Guinea từ ngày 12 tháng 1 đến ngày 4 tháng 2, 1944 để tái trang bị trước khi quay lại tiếp tục tuần tra dọc theo tuyến Truk-New Ireland. Nó tấn công và gây hư hại cho một tàu chở hàng và một tàu buôn trước khi quay về cảng Brisbane, Australia vào ngày 2 tháng 3 để được tiếp liệu.
Lên đường vào ngày 3 tháng 4 cho chuyến tuần tra thứ tư, Cero tấn công hai tàu buôn và một tàu chở dầu vào ngày 23 tháng 5, đánh chìm một tàu buôn và gây hư hại cho chiếc tàu chở dầu. Sau đó nó quay trở lại Seeadler Harbor tại đảo Manus để được tiếp liệu từ ngày 2 đến ngày 26 tháng 6.

#### Chuyến tuần tra thứ năm và thứ sáu
Trong chuyến tuần tra thứ năm, Cero hoạt động tại vùng biển ngoài khơi Mindanao, nơi nó đánh chìm một tàu chở dầu vào ngày 5 tháng 8. Nó kết thúc chuyến tuần tra khi quay trở về Brisbane, Australia vào ngày 20 tháng 8.
Khởi hành từ Darwin, Lãnh thổ Bắc Úc vào ngày 19 tháng 9 cho chuyến tuần tra thứ sáu, Cero hoạt động tại khu vực Mindanao và vùng biển Sulu. Trên đường đi nó ghé đến Mios Woendi để giúp vận chuyển 17 tấn tiếp liệu và 16 binh lính sang hỗ trợ tăng cường cho hoạt động du kích tại Luzon. Cho dù không được phép tấn công tàu buôn được hộ tống đối phương trên đường đi, nó cũng trồi lên mặt nước để tấn công và gây hư hại cho hai tàu nhỏ vào ngày 27 tháng 10. Đi đến phía Bắc Manila vào ngày 3 tháng 11, nó cho đổ bộ lực lượng và tiếp liệu cho lực lượng du kích tại đây, rồi tiếp nhận bốn người cần di tản về hậu phương. Trong một cuộc đụng độ với tàu ngầm Nhật Bản, nó né tránh được ngư lôi phóng từ đối thủ, và hoàn tất chuyến tuần tra khi về đến Trân Châu Cảng vào ngày 24 tháng 11.

### 1945

#### Chuyến tuần tra thứ bảy
Sau khi được đại tu tại vùng bờ Tây, Cero quay trở lại Trân Châu Cảng và khởi hành cho chuyến tuần tra thứ bảy vào ngày 31 tháng 3, 1945. Hoạt động ngoài khơi Honshū và Hokkaidō trong vai trò tìm kiếm và giải cứu phục vụ cho các đợt không kích lên các đảo chính quốc Nhật Bản, nó cứu vớt hai phi công bị bắn rơi, đồng thời đánh chìm hai tàu tuần tra và gây hư hại cho một chiếc thứ ba, cũng như đánh chìm ba tàu buôn và một tàu đánh cá lớn. Chiếc tàu ngầm quay trở về Guam và Saipan để tái trang bị từ ngày 27 tháng 5 đến ngày 27 tháng 6.

#### Chuyến tuần tra thứ tám
Cero tiếp tục vai trò tìm kiếm và giải cứu trong chuyến tuần tra thứ tám ngoài khơi Honshū. Vào ngày 15 tháng 7, nó cứu vớt ba người thuộc đội bay một máy bay ném bom bị bắn rơi, và cũng trong ngày hôm đó đã bắn phá hải đăng và trạm vô tuyến tại mũi Shiriya ở cực Bắc đảo Honshū. Sang ngày 18 tháng 7, trong khi di chuyển dọc theo quần đảo Kurile, nó bị máy bay đối phương ném bom, và bị hư hại nặng đến mức buộc phải cắt ngắn chuyến tuần tra và quay trở về Trân Châu Cảng vào ngày 30 tháng 7 để sửa chữa. Nó vẫn đang trong xưởng tàu khi Nhật Bản chấp nhận đầu hàng vào ngày 15 tháng 8, giúp chấm dứt vĩnh viễn cuộc xung đột.

### 1952 - 1967
Quay trở về Hoa Kỳ, Cero viếng thăm New Orleans và Baton Rouge, Louisiana trước khi đi đến New London vào ngày 5 tháng 11, nơi nó được cho xuất biên chế vào ngày 8 tháng 6, 1946, và được đưa về Hạm đội Dự bị Đại Tây Dương. Con tàu được cho tái biên chế trở lại vào ngày 4 tháng 2, 1952, rồi chuyển đến cảng nhà mới Key West, Florida vào ngày 22 tháng 3, phục vụ cho hoạt động của Trường Sonar Hạm đội trong những chuyến đi đến vùng biển Caribe.
Tuy nhiên chỉ gần hai năm sau đó, Cero lại được cho xuất biên chế tại New London vào ngày 23 tháng 12, 1953. Từ năm 1959 nó phục vụ như cơ sở huấn luyện cố định cho Hải quân Dự bị Hoa Kỳ tại Detroit thay thế cho chiếc Tambor (SS-198), cho đến năm 1967 khi đến phiên nó được chiếc Piper (SS-409) thay thế. Tên nó được cho rút khỏi danh sách Đăng bạ Hải quân, và nó bị bán để tháo dỡ cùng vào ngày 30 tháng 6, 1967.

## Phần thưởng
Cero được tặng thưởng bảy Ngôi sao Chiến trận do thành tích phục vụ trong Thế Chiến II. Nó được ghi công đã đánh chìm năm tàu Nhật Bản với tổng tải trọng 18.159 tấn.
|  |                                         |  |
|  | Silver star · Bronze star · Bronze star |  |

| Dãi băng Hoạt động Tác chiến  |                                                                         |                                      |
| Huân chương Chiến dịch Hoa Kỳ | Huân chương Chiến dịch Châu Á-Thái Bình Dương với 7 Ngôi sao Chiến trận | Huân chương Chiến thắng Thế Chiến II |